# Kisvarsány, Szabolcs-Szatmár-Bereg
Kisvarsány  este un sat în districtul Vásárosnamény, județul Szabolcs-Szatmár-Bereg, Ungaria, având o populație de 1.079 de locuitori (2011). 

## Demografie
Componența etnică a satului Kisvarsány
     Maghiari (93,23%)
     Romi (6,47%)
     Ucraineni (0,3%)
Componența confesională a satului Kisvarsány
     Reformați (56,44%)
     Romano-catolici (4,82%)
     Fără religie (4,08%)
     Greco-catolici (1,95%)
     Necunoscută (32,72%)
     Alte religii (3,24%)
Conform recensământului din 2011, satul Kisvarsány avea 1.079 de locuitori. Din punct de vedere etnic, majoritatea locuitorilor (93,23%) erau maghiari, cu o minoritate de romi (6,47%).  Din punct de vedere confesional, majoritatea locuitorilor (56,44%) erau reformați, existând și minorități de romano-catolici (4,82%), persoane fără religie (4,08%) și greco-catolici (1,95%). Pentru 32,72% din locuitori nu este cunoscută apartenența confesională.